# 迈克·约克
迈克·约克（英語：Mike York，1978年1月3日—），美国男子冰球运动员，场上位置是前锋。他曾代表美国国家队参加2002年冬季奥林匹克运动会冰球比赛，获得一枚银牌。